# San Jacinto del Cauca (Colômbia)

Localização do município de San Jacinto del Cauca no departamento de Bolívar

San Jacinto del Cauca é um município do departamento de Bolívar, na Colômbia.